# Бульбокомиш широкоплодий
{{#ifeq:0|0|{{#if:|{{#if:Bolboschoenuslaticarpus|[[]}}|}}}}
Бульбокомиш широкоплодий (Bolboschoenus laticarpus) — вид трав'янистих рослин родини осокові (Cyperaceae), поширений у Європі й Алжирі.

## Опис
Багаторічна трав'яниста рослина, заввишки 60–100 см. Суцвіття вільне, складається з колосків. Рослина з горизонтальним повзучим розгалуженим, бурим кореневищем 3–4 мм діаметром, що несе досить великі кулясті бульби на верхівках. Стебла поодинокі або виходять по кілька з одного вузла кущіння, тригранні, шорсткі на ребрах. Листків 4–8, голі, лінійні, кілюваті, на краях гостро-шорсткі, до 3–8 мм завширшки, плоскі, коротші від стебла. Покривні луски колосків темно-коричневі, до 5 мм завдовжки. Колоски продовгувато-яйцеподібні. Рилець 3 або 2. Плід стиснуто-тригранний із впадинкою на гранях, 3.4–3.7 мм завдовжки. 2n = 108, 110.

## Поширення
Поширений у Європі від Великої Британії та Франції до Уралу; також зафіксований в Алжирі.
B. laticarpus зазвичай населяє заплави вздовж берегів річок, заводі, струмки й канави. Вид також утворює великі насадження в зонах водосховищ та у тимчасових заболочених місцях та колонізує сезонно затоплювані землі.